# Murrami
Murrumi is een plaats in de Australische deelstaat New South Wales.